# Ján Kempný
Ján Kempný (19. října 1912 Žilina – 23. června 1997 Rajecké Teplice) byl slovenský a československý politik, poslanec Prozatímního Národního shromáždění a Ústavodárného Národního shromáždění a generální tajemník Demokratické strany. Ještě před únorovým převratem v roce 1948 se stal terčem pronásledování ze strany KSČ.

## Biografie
Na jaře 1946 se podílel na přípravách vzniku nové katolické politické strany nazývané Křesťansko-republikánská strana. Poté, co Demokratická strana uzavřela takzvanou aprílovou (dubnovou) dohodu, v níž programově a personálně vyšla vstříc katolickému táboru, se ale stal členem užšího předsednictva Demokratické strany a jedním ze tří jejích generálních tajemníků (dále Miloš Bugár a Fedor Hodža). Kempný a Bugár jako katolíci tak vytvářeli protiváhu Hodžovi coby členu evangelické církve augsburského vyznání. Na budování uvažované nové politické strany se již nepodílel (vznikla jako Strana slobody, ale nezískala větší vliv). V letech 1946-1947 byl generálním tajemníkem Demokratické strany a jednou z hlavních postav slovenské politiky.
V letech 1945-1946 byl poslancem Prozatímního Národního shromáždění za Demokratickou stranu. Po parlamentních volbách v roce 1946 (Demokratická strana je na Slovensku drtivě vyhrála) se stal poslancem Ústavodárného Národního shromáždění, kde podle oficiální databáze poslanců setrval do voleb do Národního shromáždění roku 1948. Ve skutečnosti byl již koncem roku 1947 vydán k trestnímu stíhání a byl odstraněn z politického života.
V letech 1946-1947 proti němu stupňovali slovenští komunisté politické útoky a vykreslovali ho jako bývalého ľudáka. Kempný na to reagoval následovně: „Mě osobně představují veřejnosti jako ľudáka. Nestydím se za svoji politickou minulost, protože se nemám za co stydět. Já jsem už před 10-15 lety chtěl takové řešení slovenské otázky v rámci ČSR, jak se teď provedlo podle košického vládního programu.“ Postupně ale tlak ze strany komunistů zesiloval. Snažili se Kempného propojit s ilegálními a exilovými skupinami ľudácké strany. V srpnu 1947 byl v Bratislavě zatčen kurýr Rudolf Komandera, který pak souhlasil se spoluprací s StB a při výsleších uvedl, že se setkal a pokusil o navázání kontaktů i s místopředsedy Demokratické strany Kempným a Milošem Bugárem. Ti to popřeli. 26. září 1947 na ně ale bylo podáno trestní oznámení pro zločin přípravy úkladů o republiku.
V říjnu 1947 se v parlamentu jednalo o vydání Kempného a Bugára k trestnímu stíhání. Československá strana lidová a Demokratická strana se jich zastávaly, komunisté ostře agitovali ve prospěch vydání. Oba nakonec souhlasili s tím, že se sami dobrovolně vydají justici (z formálního hlediska bylo podstatné, že v takovém případě by byli umístěni v běžné vazební cele, nikoliv v zařízení StB). Oba na cestě z Prahy vystoupili z vlaku v Břeclavi a nechali se potají dopravit do bratislavského domu poslance Valentína Matrky. Mezitím plénum sněmovny rozhodlo o jejich vydání a Kempný s Bugárem následně sami dojeli do justičního paláce v Bratislavě a dali se k dispozici soudu. Důsledkem aféry byly pouliční demonstrace komunistických sympatizantů a následně revize silových poměrů na Slovensku, kde tak komunistická strana několik měsíců před únorovým převratem získala výraznou moc.
Před soudem Kempný popíral vinu a do února 1948 hrozilo komunistům, že proces ho osvobodí. Spád soudního řízení se proměnil po únorovém převratu. Rozsudky nad Bugárem a Kempným byly vyneseny 15. května 1948. Kempný byl nakonec odsouzen na šest let za údajné spolčení proti republice, Bugár na jeden rok. Historik Jan Rychlík vnímá rozsudky jako relativně mírné, protože režim po svém vítězství v únoru ztratil hlavní zájem na eskalaci této kauzy a navíc justice ještě nefungovala zcela zmanipulovaným způsobem.
Kempný byl propuštěn v roce 1953. Až do odchodu do starobního důchodu pak pracoval jako dělník a technický pracovník. Dožil se sametové revoluce a v únoru 1990 se podílel na zakládajícím sněmu slovenské strany KDH. V roce 1996 mu byl udělen Řád Ľudovíta Štúra.